# Palazzo comunale (Clusone)
Il Palazzo comunale è un edificio storico situato nella piazza dell'Orologio della città di Clusone, in provincia di Bergamo.
L'edificio si erge su sei massicce arcate in pietra, sorrette da pilastri. La struttura austera del palazzo è ingentilita dai numerosi affreschi della facciata, la maggior parte dei quali riproducenti stemmi dei podestà veneti succedutisi a Clusone, . L'edificio ha subito nel corso dei secoli numerose modifiche architettoniche che ne hanno alterato il primitivo aspetto medioevale. Eretto sullo stesso colle e a livello appena inferiore rispetto alla chiesa parrocchiale, situato in posizione centrale rispetto ai due nuclei dell’abitato di più antica origine, Somvico e Imvico, certamente già definiti nell'Alto Medioevo, non se ne conosce l'esatto anno di costruzione.

## Storia

### Datazione
Secondo la tradizione storiografica, iniziata nel Seicento da Bernardino Baldi e ripresa fino a tutto l'Ottocento, la costruzione del palazzo risalirebbe addirittura al 1008. Tale ipotesi sarebbe stata suffragata dall’esistenza di tale numero scritto a caratteri dorati in cifre arabe (introdotte in Italia in epoca successiva) sulla porta della sala del Consiglio di Valle. Tale scritta rimase fino al principio del XIX secolo, quando la sala venne adibita a carcere. Questa data non trova però fondamento nel contesto dell'XI secolo; anche considerando un precoce movimento di emancipazione dall'autorità vescovile, questa era ancora forte nel XII secolo. Già dal 1190 la comunità di Clusone assunse la configurazione istituzionale di comune autonomo, retto da propri consoli (documentati a partire dal 1196), senza peraltro che siano noti i margini entro cui si espresse concretamente tale autonomia, certamente concessa dal Vescovo.

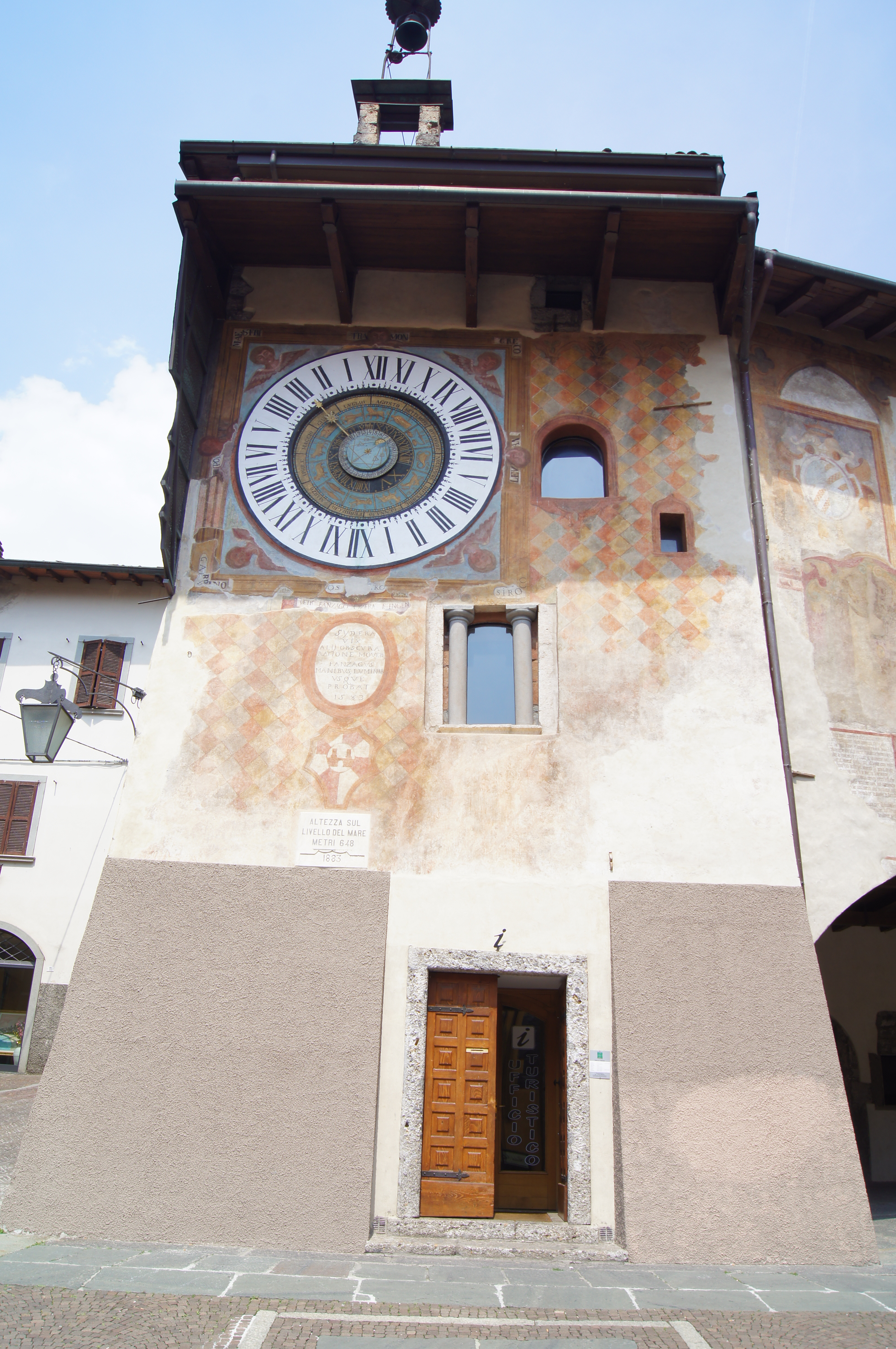
La torre dell'Orologio di Clusone

### XII-XIV secolo
I rilievi stratigrafici compiuti in occasione del progetto di rifacimento del palazzo fanno risalire al XII secolo il primo nucleo affiancato ma distinto dalla preesistente torre, ove si colloca l’Orologio Fanzago: si trattava di un piccolo edificio a pianta rettangolare probabilmente a due piani, con accesso dal lato sud attraverso un portale ancora in parte visibile (sull'entrata secondaria della Turismo Pro Clusone). Verso la fine del XIV secolo fu dotato di un piccolo portico con ampio arco a sesto ribassato (quello tuttora esistente, contiguo alla torre dell'Orologio); sicuramente in questo periodo l'edificio aveva già funzioni pubbliche. A nord erano sorti anche altri due nuclei originariamente isolati.

### XV-XVI secolo
Il palazzo venne progressivamente ampliato, ma, secondo la tradizione storiografica, al tempo del Podestà Gio. Francesco Contarini, eletto nel 1485 andò parzialmente in rovina, tanto che il comune di Clusone radunava il suo Consiglio (detto Arengo) sopra la pubblica piazza del mercato. Risale a questo periodo il rifacimento, confermato anche dai rilievi stratigrafici, che tendono ad anticipare di qualche decennio l'intervento: l'impianto originale prevedeva al piano inferiore un portico seminterrato molto profondo a due navate, privo di partizioni interne, coperto con un solaio di legno. Al piano superiore si trovava un unico grande salone, cui davano luce le bifore ogivali poste in facciata. Questa venne decorata con affreschi (tre grandi stemmi e i contorni delle finestre) già subito dopo la costruzione, e in seguito arricchita di nuove decorazioni. Allo stesso periodo risale il sistema di portici sui lati nord e ovest e probabilmente anche sul lato est del cortile, chiuso da un portale, in parte ancora visibile, tagliato successivamente da quello che ancora funge da accesso alla Piazza Sant’Andrea.
Quest'ultimo, in pietra con dieci bassorilievi che rappresentano altrettante armi antiche, fa parte dei rimaneggiamenti eseguiti nel Cinquecento e che riguardano soprattutto la parte est. Una loggetta collegava l'ufficio del Podestà con il tribunale, collocato nella parte nord dell'edificio e sul cui ingresso è scolpita la data del 1597.

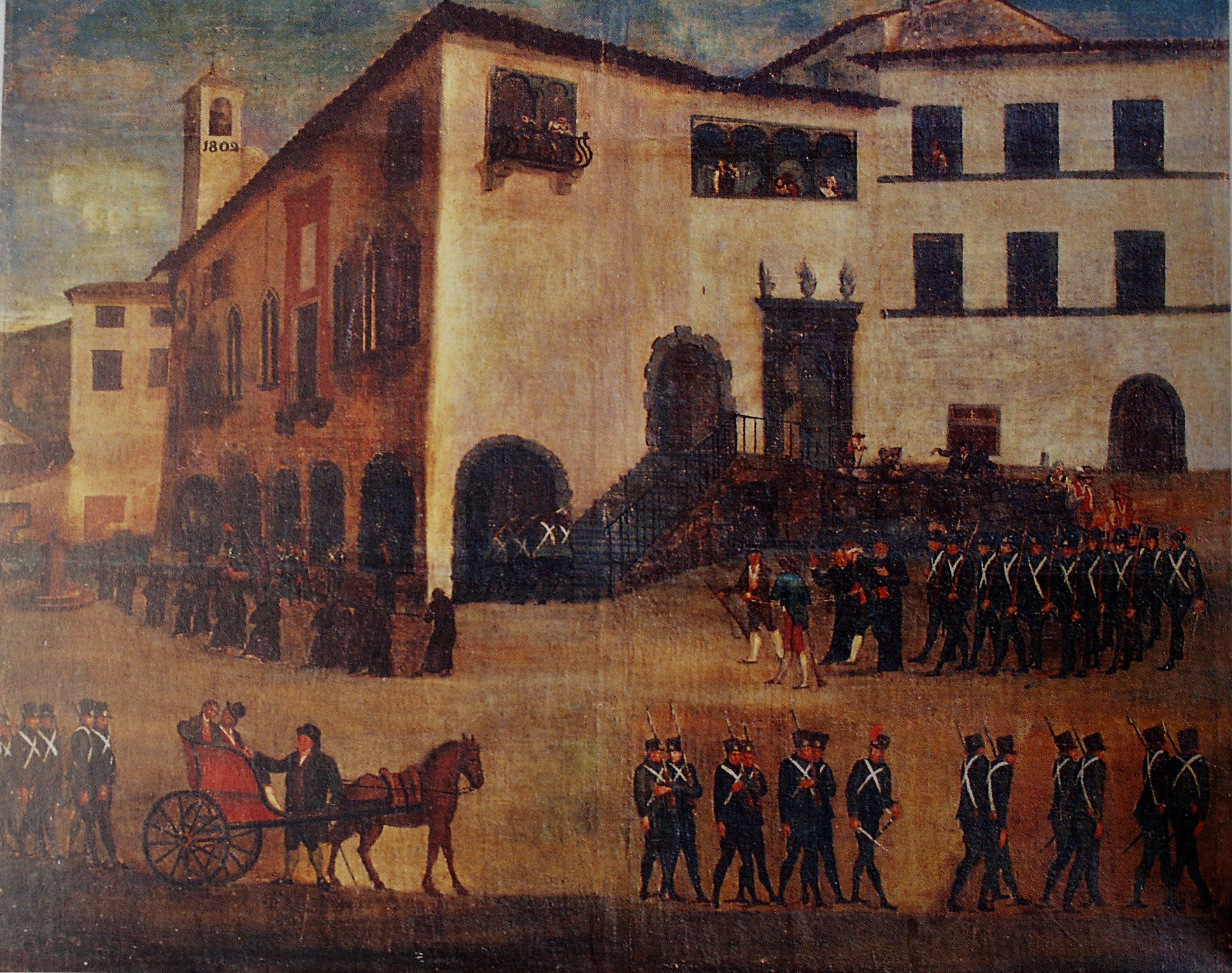
Il quadro del 1802 che rappresenta la fucilazione di Luigi Bana nel 1797

### XIX secolo
L’aspetto del palazzo all’inizio dell'Ottocento si può ricostruire dal quadro datato 1802 che mostra la fucilazione, eseguita nel 1797, di Luigi Bana, colpevole dell’abbattimento dell’Albero della libertà. Il quadro è visibile al piano terra del Museo della Basilica e una sua copia nella sala del Consiglio Comunale.  È una testimonianza preziosa, perché poco dopo il palazzo venne completamente trasformato, con la sopraelevazione di un piano, la chiusura delle finestre ogivali originali e l’apertura di nuove rettangolari, che cambiarono completamente l'aspetto del palazzo, dandogli quello nuovo.

## Affreschi
I lavori di restauro effettuati tra il 1973 e il 1974 sulla facciate sud e est, hanno riportato alla luce gli affreschi originali, ricoperti nel tempo da diverse mani di intonaco, e reso leggibili le bifore archiacute.

### Facciata sud

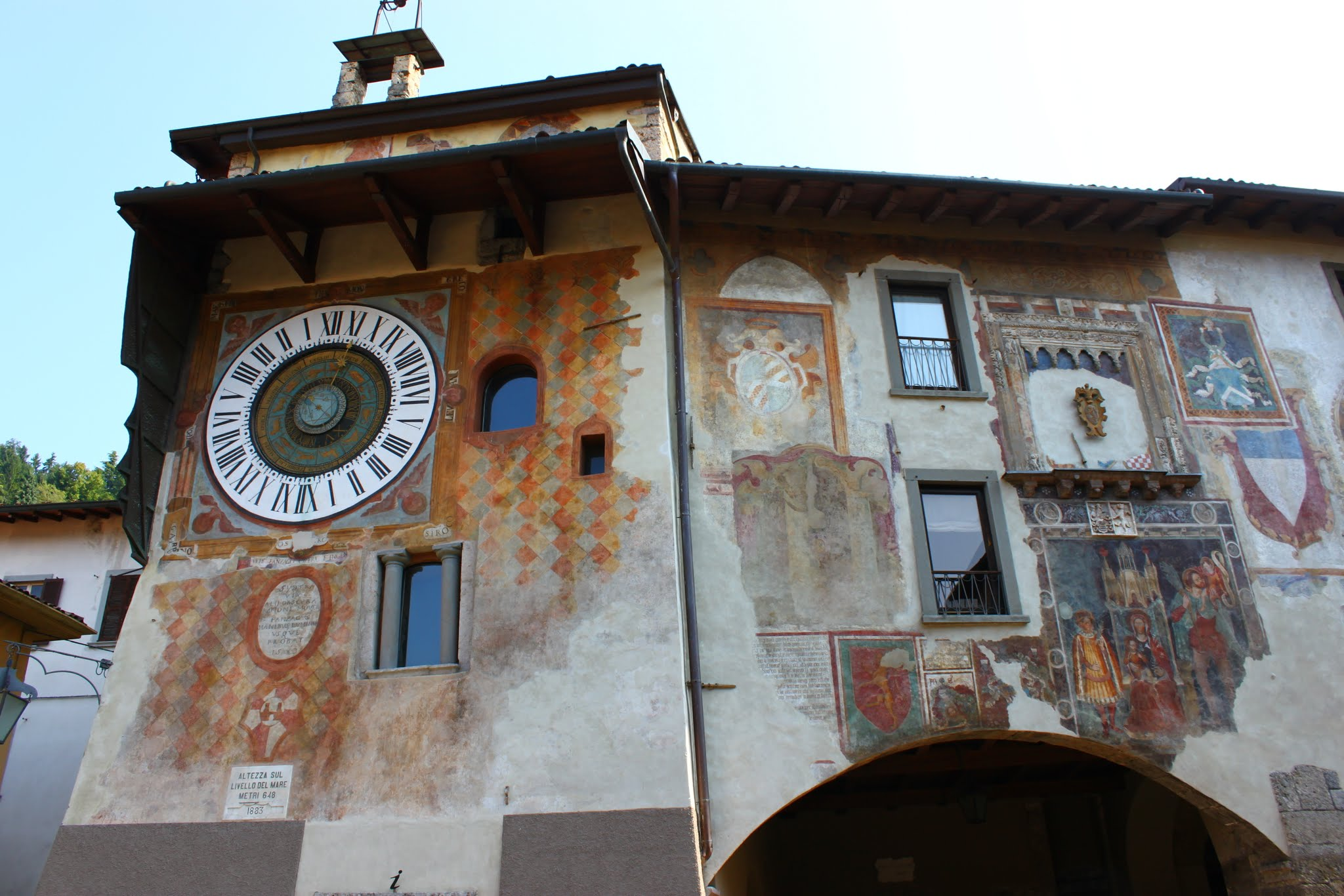
Porzione della facciata sud del palazzo comunale, a sinistra l'orologio Fanzago

#### Arma della Comunità della Valle Seriana Superiore
Sopra l'arcata maggiore, quella appoggiata alla torre dell'orologio, resta un ampio frammento che riporta in caratteri gotici le norme comunali sull'uso dell'acqua. Accanto, uno dei dipinti più antichi, risalente alla prima fase di decorazione del palazzo, riproduce l'arma della comunità della Valle Seriana Superiore: un gattopardo rampante in uno scudo rosso carminio. Il motivo ritorna più volte: nello stemma di marmo entro l’elegante cornice di cotto in alto a destra della prima finestra, nella parte destra del sottostante bassorilievo con le insegne del Podestà Pellegrino e nell'affresco di notevoli dimensioni e purtroppo notevolmente deteriorato in alto a destra sopra l’ultimo arco.

#### Dominazione malatestiana
Sempre sopra l'arco ribassato, uno dei dipinti più grandi della facciata rappresenta una Madonna col Bambino, seduta in un ricco trono gotico, tra i santi Cristoforo e Sigismondo. La madre tiene in mano uno stelo di tre gigli bianchi in mano, il Bambino uno di tre rose. Proprio questo particolare e la presenza di san Sigismondo rimandano ai Malatesta, di cui la rosa quadripetala è uno dei simboli. Pandolfo III Malatesta ebbe il dominio su Bergamo e il suo territorio dal 1408 al 1419. Lo stemma poco più sopra a sinistra, costituito da fasce a scacchiera e sormontato da due teste di elefante che sorreggono una corona, è ancora quello dei Malatesta.

#### Dominazione viscontea
In alto quasi al centro della facciata compaiono invece le insegne dei Visconti di Milano in tre scudi. Nel primo sono dipinte le lettere "G" e "M" (che potrebbero rimandare a Giovanni Maria Visconti), nel secondo il caratteristico biscione. Il dominio visconteo ebbe inizio nella prima metà del XIV secolo per concludersi, a parte la parentesi malatestiana, nel 1427-1428, quando la Valle si diede a Venezia. Sotto questo affresco, come si può notare osservando il sopra citato quadra della fucilazione del Bana, si apriva un poggiolo, dal quale il trombetta o ufficiale pretorio pubblicava, previo il suono della campana, i proclami e i decreti prima di affiggerli sulla pubblica piazza. 

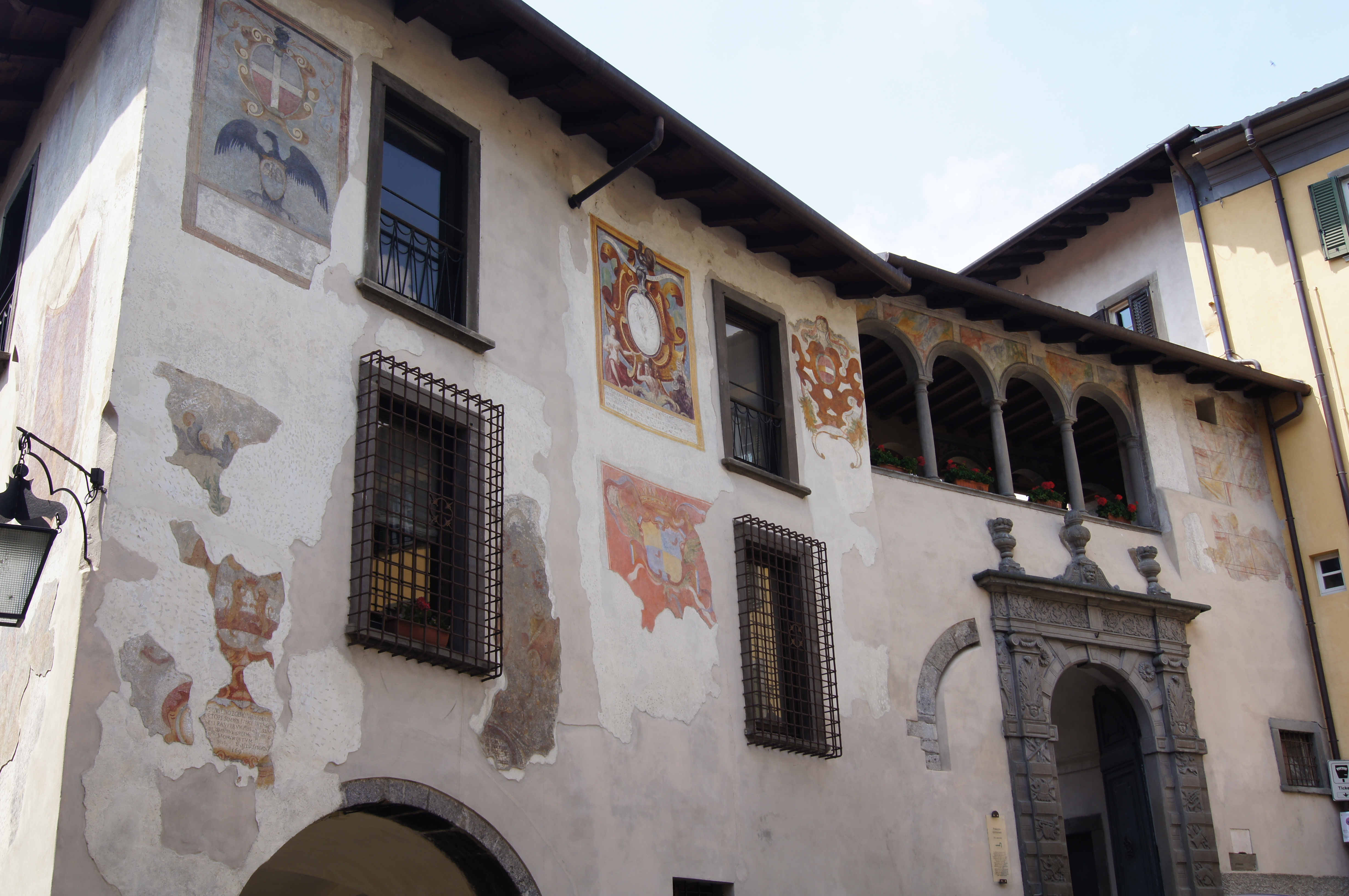
La facciata est del palazzo

#### Podestà veneti
Nel 1470 la Valle deliberò che da allora in poi dovesse essere eletto a Podestà un patrizio veneziano e gli fissò lo stipendio di 370 ducati d'oro oltre all'alloggio e le masserizie. Si susseguirono così rappresentanti delle più nobili famiglie della Serenissima, e parecchi di loro riprodussero sulla facciata il loro stemma. Vi si possono osservare quelli dei Contarini, dei Loredan, dei Dolfin, dei Donato, dei Trevisan, dei Malipiero, tutte famiglie appartenenti alla più ristretta aristocrazia da cui sono usciti diversi Dogi di Venezia.

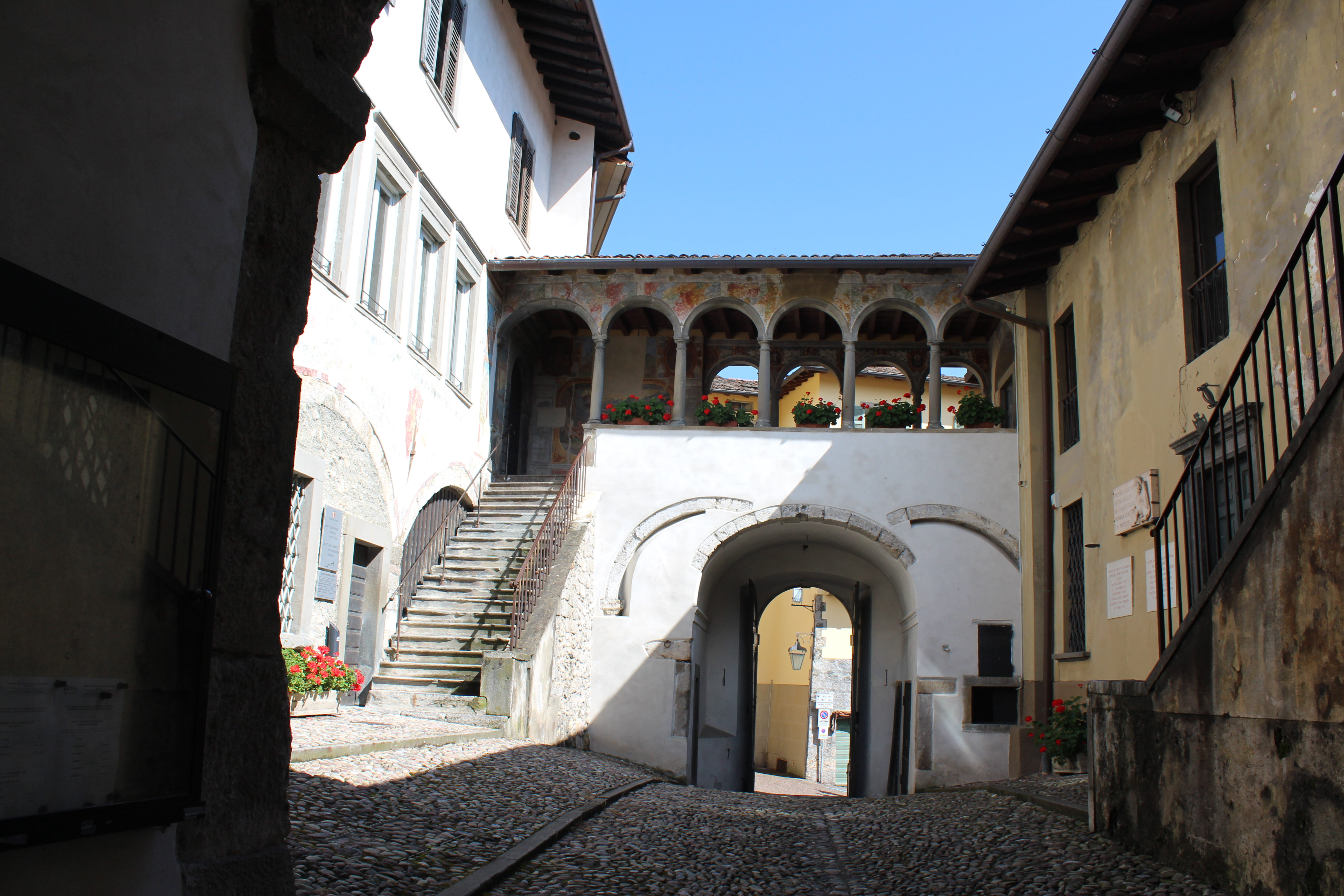
Portico e loggetta del palazzo

### Facciata est
Sulla facciata est, a destra del portale si accede al cortile, una fessura che si apre sopra una pietra scura, serviva per imbucare segretamente le denunce dei malati contagiosi. È sormontata da una lapide, deturpata in seguito ad una ordinanza della Repubblica Cisalpina, che recita:
A sinistra, è scolpito il solito gattopardo rampante, con le iniziali V.S.S. (Valle Seriana Superiore)

### Loggetta
Salendo la scala che dal cortile interno porta alla loggetta, ci si trova di fronte un affresco datato alla seconda metà del Cinquecento, di soggetto mitologico ma con significato politico. Raffigura Caccia al cinghiale di Meleagro ed Atalanta: il mito del cinghiale calidonio e vuole ammonire i valligiani a non dividersi, come fecero gli eroi greci durante la caccia al mostruoso animale, ma a rimanere uniti attorno a Venezia..L'affresco risalirebbe alla fine del XVI secolo. La loggetta è decorata da piccoli affreschi quasi totalmente di carattere mitologico raffiguranti gli dei dell'Olimpo.